# 徐九臯
徐九臯（1504年—？），字遠卿，號南芝，順天府大興縣富戶籍，浙江餘姚縣人，明朝政治人物。

## 生平
嘉靖七年（1528年）戊子科順天府鄉試第四名舉人。嘉靖八年（1529年）聯捷己丑科會試第一百二十三 名，登第三甲第四十九名進士。授知县，十二年九月选授湖广道试監察御史，十三年五月实授，十六年十二月升贵州按察司佥事，歷廣東左参议、贵州副使，考察致仕。

## 家族
曾祖徐昂；祖父徐遂；父徐惪，曾任工部織染所副使。母諸氏。具庆下。